# Dyckia delicata
Dyckia delicata là một loài thực vật có hoa trong họ Bromeliaceae. Loài này được Larocca & Sobral mô tả khoa học đầu tiên năm 2002.